# Cardellina
Cardellina és un gènere d'ocells de la família dels parúlids (Parulidae). Dins aquest gènere es reconeixen actualment dues espècies que abans estaven incloses al gènere Wilsonia (Bonaparte, 1838) i dues a Ergaticus (Baird, 1865). Ambdós gèneres desapareixen a la classificació de l'IOC (versió 3.1, 2012).

## Taxonomia
Segons la Classificació del Congrés Ornitològic Internacional (versió 15.1, 2025) aquest gènere està format per cinc espècies:
- Bosquerola del Canadà (Cardellina canadensis Linnaeus, 1766)
- Bosquerola de Wilson (Cardellina pusilla Wilson, A, 1811)
- Bosquerola caravermella (Cardellina rubrifrons Giraud JR, 1841)
- Bosquerola vermella (Cardellina rubra Swainson, 1827)
- Bosquerola rosada (Cardellina versicolor Salvin, 1863)